# قلمرو ایو–ماتسویاما

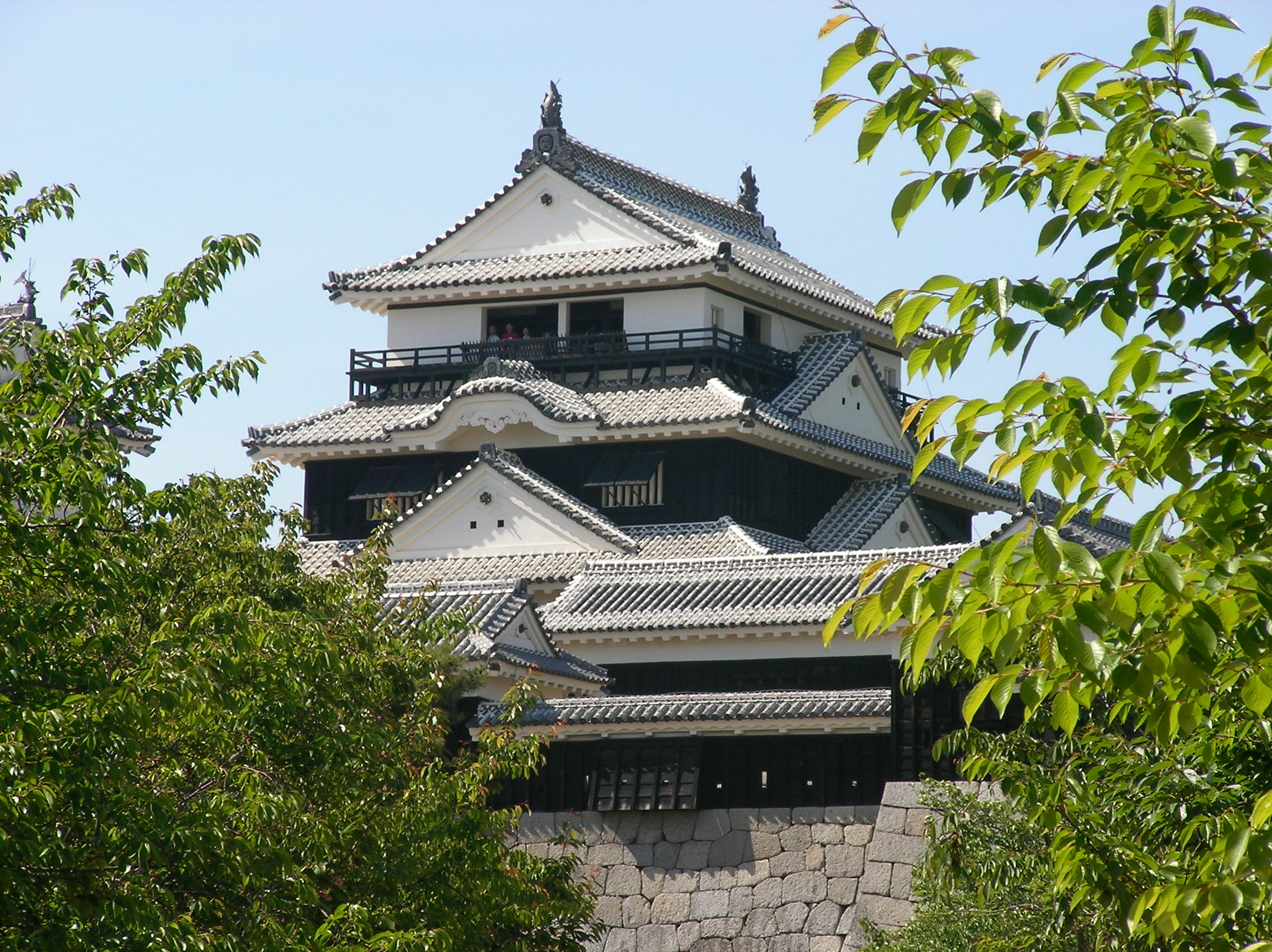
ایو_ماتسویاما

قلمروی ایو–ماتسویاما (به ژاپنی: 伊予松山藩 Iyo-Matsuyama han) یک هان در ژاپنِ دورهٔ ادو بود. این هان با ولایت ایو (معادل امروزی: ماتسویاما، اهیمه) در ژاپن مرتبط بود.